# Оругеро білокрилий
Оруге́ро білокрилий (Lalage sueurii) — вид горобцеподібних птахів родини личинкоїдових (Campephagidae). Мешкає в Індонезії і Східному Тиморі. Австралійський оругеро раніше вважався підвидом білокрилого оругеро.

## Опис
Довжина птаха становить 17 см. Верхня частина тіла у самці чорна, нижня частина тіла біла. Надхвістя сіре, над очима білі "брови", на крилах білі плями, крайні стернові пера білі. Верхня частина тіла у самиць коричнювата, нижня частина тіла поцяткована тонкими смужками. Дзьоб сірий з чорним кінчиком, лапи чорні.

## Поширення і екологія
Білокрилі оругеро мешкають на сході Яви, на більшій частина Сулавесі (крім півночі), на Балі та на Малих Зондських островах. Вони живуть в тропічних лісах і рідколіссях, саванах, в чагарникових і мангрових заростях, на болотах, на полях і плантаціях, в садах. Зустрічаються на висоті до 1630 м над землею. Живляться переважно комахами.